# هوگو فریله
هوگو فریله (انگلیسی: Hugo Fraile؛ زادهٔ ۱۶ مارس ۱۹۸۷) بازیکن فوتبال اهل اسپانیا است.
از باشگاه‌هایی که در آن بازی کرده‌است می‌توان به باشگاه فوتبال رایو وایکانو، باشگاه فوتبال اتلتیکو مادرید، باشگاه فوتبال الچه، باشگاه فوتبال اسپورتینگ خیخون، و باشگاه فوتبال ختافه اشاره کرد.